# Milcombe
Milcombe is een civil parish in het bestuurlijke gebied Cherwell, in het Engelse graafschap Oxfordshire met 613 inwoners.